# Hyacinthoides cedretorum
Hyacinthoides cedretorum är en sparrisväxtart som först beskrevs av Auguste Nicolas Pomel, och fick sitt nu gällande namn av Alain Dobignard. Hyacinthoides cedretorum ingår i släktet klockhyacinter, och familjen sparrisväxter. Inga underarter finns listade i Catalogue of Life.